# Thynedale, Virginia
Thynedale, Virginia (енгл. Thynedale) насељено је место без административног статуса у америчкој савезној држави Вирџинија.

## Демографија
По попису из 2010. године број становника је 197.
| Група             | 2000.    | 2010.       |
| Белци             | 0 (0,0%) | 9 (4,6%)    |
| Афроамериканци    | 0 (0,0%) | 187 (94,9%) |
| Азијати           | 0 (0,0%) | 1 (0,5%)    |
| Хиспаноамериканци | 0 (0,0%) | 5 (2,5%)    |
| Укупно            | 0        | 197         |